# Lijst van voetbalinterlands Cuba - Honduras
Deze lijst van voetbalinterlands is een overzicht van alle officiële voetbalwedstrijden tussen de nationale teams van Cuba en Honduras. De landen speelden tot op heden zeventien keer tegen elkaar, te beginnen met een vriendschappelijke interland in Havana op 20 maart 1930. Het laatste duel, een kwalificatiewedstrijd voor het Wereldkampioenschap voetbal 2026, vond plaats op 6 juni 2024 in Tegucigalpa.

## Wedstrijden
| №  | Plaats         | Datum             | Competitie                      | Wedstrijd       | Uitslag |
| -- | -------------- | ----------------- | ------------------------------- | --------------- | ------- |
| 1  | Havana         | 20 maart 1930     | Vriendschappelijk               | Cuba − Honduras | 7 − 0   |
| 2  | Havana         | 23 maart 1930     | Vriendschappelijk               | Cuba − Honduras | 5 − 0   |
| 3  | San Salvador   | 25 maart 1935     | Vriendschappelijk               | Cuba – Honduras | 3 – 0   |
| 4  | Tegucigalpa    | 14 augustus 1955  | CCCF-kampioenschap 1955         | Honduras − Cuba | 3 − 0   |
| 5  | Willemstad     | 18 augustus 1957  | CCCF-kampioenschap 1957         | Honduras − Cuba | 2 − 0   |
| 6  | Havana         | 23 februari 1960  | CCCF-kampioenschap 1960         | Cuba − Honduras | 2 − 1   |
| 7  | Port of Spain  | 24 november 1971  | CONCACAF-kampioenschap 1971     | Cuba − Honduras | 3 − 1   |
| 8  | Tegucigalpa    | 8 november 1981   | WK 1982 kwalificatie            | Honduras − Cuba | 2 − 0   |
| 9  | Tegucigalpa    | 25 augustus 1996  | Vriendschappelijk               | Honduras − Cuba | 4 − 0   |
| 10 | San Pedro Sula | 28 augustus 1996  | Vriendschappelijk               | Honduras − Cuba | 2 − 2   |
| 11 | Houston        | 13 juni 2007      | CONCACAF Gold Cup 2007          | Cuba − Honduras | 0 − 5   |
| 12 | Havana         | 7 september 2012  | WK 2014 kwalificatie            | Cuba − Honduras | 0 − 3   |
| 13 | San Pedro Sula | 11 september 2012 | WK 2014 kwalificatie            | Honduras − Cuba | 1 − 0   |
| 14 | Juticalpa      | 16 december 2015  | Vriendschappelijk               | Honduras − Cuba | 2 − 0   |
| 15 | Santo Domingo  | 12 oktober 2023   | CONCACAF Nations League 2023/24 | Cuba − Honduras | 0 − 0   |
| 16 | Tegucigalpa    | 15 oktober 2023   | CONCACAF Nations League 2023/24 | Honduras − Cuba | 4 − 0   |
| 17 | Tegucigalpa    | 6 juni 2024       | WK 2026 kwalificatie            | Honduras − Cuba | 3 − 1   |

## Samenvatting
| Competitie              | Totaal gespeeld | Winst Cuba | Gelijk | Winst Honduras | Doelsaldo Cuba – Honduras |
| ----------------------- | --------------- | ---------- | ------ | -------------- | ------------------------- |
| WK-kwalificatie         | 4               | 0          | 0      | 4              | 1 − 9                     |
| CONCACAF Gold Cup       | 5               | 2          | 0      | 3              | 5 − 12                    |
| CONCACAF Nations League | 2               | 0          | 1      | 1              | 0 − 4                     |
| Vriendschappelijk       | 6               | 3          | 1      | 2              | 17 − 8                    |
| Totaal                  | 17              | 5          | 2      | 10             | 23 − 33                   |

Wedstrijden bepaald door strafschoppen worden, in lijn met de FIFA, als een gelijkspel gerekend.
AFC · A-internationals · Bondscoaches · Cubaans vrouwenelftal · Cuba U21 · Cuba U20 · Cuba U19 · Cuba U18 · Cuba U17
1920 – 1949 ·
1950 – 1969 ·
1970 – 1979 ·
1980 – 1989 ·
1990 – 1999 ·
2000 – 2009 ·
2010 – 2019 ·
2020 − 2029
WK 1938
OS 1976 ·
OS 1980
Albanië ·
Algerije ·
Angola ·
Antigua en Barbuda ·
Aruba ·
Bahama's ·
Barbados ·
Belize ·
Bermuda ·
Bolivia ·
Britse Maagdeneilanden ·
Bulgarije ·
Canada ·
Chili ·
China ·
Colombia ·
Costa Rica ·
Curaçao ·
DDR ·
Dominica ·
Dominicaanse Republiek ·
Ecuador ·
El Salvador ·
Ghana ·
Grenada ·
Guatemala ·
Guyana ·
Haïti ·
Honduras ·
Indonesië ·
Jamaica ·
Kaaimaneilanden ·
Kameroen ·
Mexico ·
Nicaragua ·
Nederlandse Antillen ·
Panama ·
Puerto Rico ·
Roemenië ·
Saint Kitts en Nevis ·
Saint Lucia ·
Saint Vincent en de Grenadines ·
Suriname ·
Trinidad en Tobago ·
Turks en Caicoseilanden ·
Uruguay ·
Venezuela ·
Verenigde Staten ·
Zuid-Korea ·
Zweden
Hondurese voetbalbond · A-internationals · Selecties · Bondscoaches · Hondurees vrouwenelftal · Olympisch elftal · Honduras U21 · Honduras U19 · Honduras U17
1920 – 1959 ·
1960 – 1969 ·
1970 – 1979 ·
1980 – 1989 ·
1990 – 1999 ·
2000 – 2009 ·
2010 – 2019 ·
2020 − 2029
CGC 2021
CA 2001
WK 1982 · 
WK 2010 · 
WK 2014
OS 2000 · 
OS 2008 · 
OS 2012 ·
OS 2016 ·
OS 2020
1921 · 
1922–1929 · 
1930 · 
1931–1934 · 
1935 · 
1936–1945 · 
1946 · 
1947–1949 · 
1950 · 
1951–1952 · 
1953 · 
1954 · 
1955 · 
1956 · 
1957 · 
1958–1959 · 
1960 · 
1961 · 
1962 · 
1963 · 
1964 · 
1965 · 
1966 · 
1967 · 
1968 · 
1969 · 
1970 · 
1971 · 
1972 · 
1973 · 
1974 · 
1975 · 
1976 · 
1977 · 
1978 · 
1979 · 
1980 · 
1981 · 
1982 · 
1983 · 
1984 · 
1985 · 
1986 · 
1987 · 
1988 · 
1989–1990 · 
1991 · 
1992 · 
1993 · 
1994 · 
1995 · 
1996 · 
1997 · 
1998 · 
1999 · 
2000 · 
2001 · 
2002 · 
2003 · 
2004 · 
2005 · 
2006 · 
2007 · 
2008 · 
2009 · 
2010 · 
2011 · 
2012 · 
2013 · 
2014 · 
2015 · 
2016 ·
2017 ·
2018 ·
2019 ·
2020 ·
2021 ·
2022 ·
2023 ·
2024
Argentinië ·
Australië ·
Azerbeidzjan ·
Belize ·
Bermuda ·
Bolivia ·
Brazilië ·
Canada ·
Chili ·
China ·
Colombia ·
Costa Rica ·
Cuba ·
Curaçao ·
Denemarken ·
Ecuador ·
El Salvador ·
Engeland ·
Finland ·
Frankrijk ·
Grenada ·
Griekenland ·
Guatemala ·
Haïti ·
IJsland ·
Israël ·
Jamaica ·
Japan ·
Joegoslavië ·
Letland · 
Mexico ·
Nederlandse Antillen ·
Nicaragua ·
Nieuw-Zeeland ·
Noord-Ierland · 
Noorwegen ·
Panama ·
Paraguay ·
Peru ·
Puerto Rico ·
Qatar ·
Roemenië ·
Saint Vincent en de Grenadines ·
Saoedi-Arabië ·
Servië ·
Slovenië ·
Spanje ·
Suriname ·
Trinidad en Tobago ·
Turkije ·
Uruguay ·
Venezuela ·
Verenigde Arabische Emiraten ·
Verenigde Staten ·
Wit-Rusland ·
Zambia ·
Zuid-Afrika ·
Zuid-Korea ·
Zwitserland
Chili (2010) ·
Ecuador (2014) ·
Frankrijk (2014) ·
Spanje (2010) ·
Zwitserland (2010) · 
Zwitserland (2014)